# Stjepan Babić
Stjepan Babić (ur. 29 listopada 1925 w Oriovacu, zm. 27 sierpnia 2021 w Zagrzebiu) – chorwacki językoznawca. Zajmował się zagadnieniami chorwackiego języka literackiego, zwłaszcza z zakresu słowotwórstwa. Jego dorobek naukowy obejmuje ponad 1000 publikacji.

## Życiorys
Studiował slawistykę na Wydziale Filozoficznym Uniwersytetu Zagrzebskiego. Doktoryzował się w 1962 r. na podstawie rozprawy Sufiksalna tvorba pridjeva u suvremenom hrvatskom ili srpskom književnom jeziku. W 1963 r. został docentem, w 1970 r. objął stanowisko profesora nadzwyczajnego, a w 1975 r. stanowisko profesora zwyczajnego. W 1991 r. został wybrany członkiem zwyczajnym Chorwackiej Akademii Nauki i Sztuki. Od 1963 r. redaguje czasopismo „Jezik” (w latach 1970–1973/1976–2005 jako redaktor naczelny i odpowiedzialny).
Od lat 90. należał do czołowych zwolenników puryzmu językowego w Chorwacji. Jego dążności purystyczne krytykowali m.in. Ivo Pranjković i Snježana Kordić.

## Publikacje
- Tvorba riječi u hrvatskom književnom jeziku, 1986
- Hrvatski jezik u političkom vrtlogu, 1990
- Hrvatska jezikoslovna čitanka, Zagrzeb, 1990
- Tisućljetni jezik naš hrvatski, Zagrzeb, 1991
- Hrvatski jučer i danas, Zagrzeb, 1995
- Hrvatski politički vicevi, Zagrzeb, 1995
- Sročnost u hrvatskome književnome jeziku, Zagrzeb, 1998
- Hrvatska jezikoslovna prenja, Zagrzeb, 2001